# Harish
 (février 2020).
Harish (hébreu: חָרִישׁ, ‘ha-rich) est une ville nouvelle d’Israël de 7 569 habitants (2018)  prévue pour 100 000 habitants selon des projets d’extension en cours .  

## Histoire
Harish a été fondée comme une localité de type Nahal en 1982 et transformée trois ans plus tard en kibboutz qui fut démantelé en 1993. Une décision du gouvernement a permis la construction d’un nouveau quartier de 300 logements sur le site. Harish a fusionné avec la localité voisine de Katzir (sous le nom de Katzir-Harish)  mais en 2012, cette fusion a pris fin, Katzir retournant au Conseil régional de Menashe.
Dans les années 1990, la ville a attiré des jeunes couples, pour la plupart laïcs, mais depuis 2003 des familles religieuses se sont installées dans la ville. Le faible coût de l’immobilier (tant à l’achat qu’à la location), la qualité de l’environnement (forêts) et la relative proximité des centres d’activités du pays jouent un rôle clé dans la décision de localisation à Harish.

## Développement urbain
En 2007, le ministère israélien du Logement a proposé un plan pour faire de Harish une ville de 100 000 habitants. Un plan directeur a été conçu qui prévoit l'extension de Harish au sud jusqu’à la localité de Baqa al-Gharbiyye  et au nord jusqu’à l'autoroute 65 . En janvier 2016, le gouvernement israélien a approuvé un plan d'un milliard de shekels pour transformer Harish en une ville de 50 000 habitants en quelques années, avec l'objectif d’atteindre à terme les 100 000 habitants.   